# Бурлака, Исак Ефимович
Исак Ефимович Бурлака (1907 — 13 декабря 1944) — советский военнослужащий, участник Великой Отечественной войны. Герой Советского Союза.

## Биография
Исак Бурлака родился в 1907 году в селе Пеньковка (ныне Литинского района Винницкой области, Украина) в семье бедного крестьянина. Образование начальное. Работал с детства. В начале Великой Отечественной войны, в июле 1941 года, Литинский район был оккупирован германской армией. Оказался отрезан от остального мира военными действиями, прожив в оккупации до весны 1944 года. Призван в армию 23 марта 1944 года Литинским райвоенкоматом. В действующей армии — с апреля 1944 года. Сражался на 1-м Украинском фронте в 350-й стрелковой дивизии.
Начиная с 13 июля 1944 года Бурлака принимал участие в Львовско-Сандомирской операции в составе 13-й армии. 18 июля дивизия форсировала реку Западный Буг в районе города Кристинополь (Червоноград) Львовской области, 24 июля — реку Сан, а 29 июля — вышла к реке Висла. Через полтора дня передовые подразделения дивизии переправились через Вислу и захватили небольшой плацдарм, который в дальнейшем получил известность как Сандомирский плацдарм.
В ходе операции по занятию и удержанию плацдарма, 18 июля 1944 года при форсировании реки Западный Буг Бурлака первым переправился вброд и установил пулемёт на зенитную установку, при помощи которого отражал налёты вражеской авиации. У реки Сан 24 июля 1944 года, ведя пулемётный огонь, Бурлака уничтожил восемь вражеских солдат и четырёх взял в плен. 29 июля первым перешёл реку Висла южнее города Сандомир и прикрывал огнём переправу своих подразделений.
Указом Президиума Верховного Совета СССР от 23 сентября 1944 года за мужество и героизм, проявленные в Львовско-Сандомирской операции, красноармейцу Бурлаке Исаку Ефимовичу присвоено звание Героя Советского Союза.
В дальнейшем Бурлака сражался на Сандомирском плацдарме в составе своей дивизии, а затем — в составе 908-го стрелкового полка 246-й стрелковой дивизии 60-й армии.
Младший сержант И. Е. Бурлака погиб 13 декабря 1944 года. Похоронен в селе Бжезе (в районе города Сандомир, Свентокшиское воеводство, Польша).

## Выдержка из наградного листа
Наводчик станкового пулемёта 2-й пулемётной роты тов. Бурлака 18 июля 1944 года при форсировании реки западный Буг первым переправился вброд со своим пулемётом, установил его на зенитную установку и отразил налёт вражеской авиации, не давая ей возможности бомбить наши переправлявшиеся части.
В боях на всём протяжении от Буга до реки Сан тов. Бурлака, всегда действуя впереди стрелковых рот или на флангах, своим мощным огнём подавлял огневые точки противника и давал возможность усиленно продвигаться вперёд нашей пехоте.
При достижении реки Сан 24 июля 1944 года тов. Бурлака первым достиг реки, огнём станкового пулемёта рассеял на берегу группу противника, убил 8 немцев и 4 взял в плен. При взятии города Бель 24 июля из своего пулемёта убил более 30 немецких солдат и офицеров, трупы которых остались на окраине города. Обходным путём выдвинувшись со своим пулемётом на западную окраину города, в тыл немцам, расстреливал их в упор при их паническом бегстве из города.
При форсировании реки Висла 29 июля 1944 года тов. Бурлака со своим пулемётом первым форсировал реку и своим огнём обеспечил переброску нашей пехоты и техники, отражая контратаки противника на правом фланге, откуда они особенно яростно наседали на наши подразделения.

При взятии города Капшивница стрелковая рота попала в полное окружение. Немцы танками и пехотой всё плотнее сжимали кольцо, собираясь уничтожить роту. Тов. Бурлака, будучи в этой роте, умело маневрировал единственным в роте пулемётом, перебрасывая его с места на место, расстреливал наступавших в рост автоматчиков противника, отбил 6 атак. При этом уничтожил 30 немцев, подбил в этот же день 2 автомашины противника.